# Noctiluca scintillans
Noctiluca scintillans, coneguda en anglès com a sea sparkle ('brillantor de mar') i que també se cita amb el sinònim Noctiluca miliaris, és una espècie de dinoflagel·lat de vida no paràsita, que emet bioluminescència quan és pertorbat. Aquesta bioluminescència, la produeix una reacció química amb la substància anomenada luciferina.

## Dieta

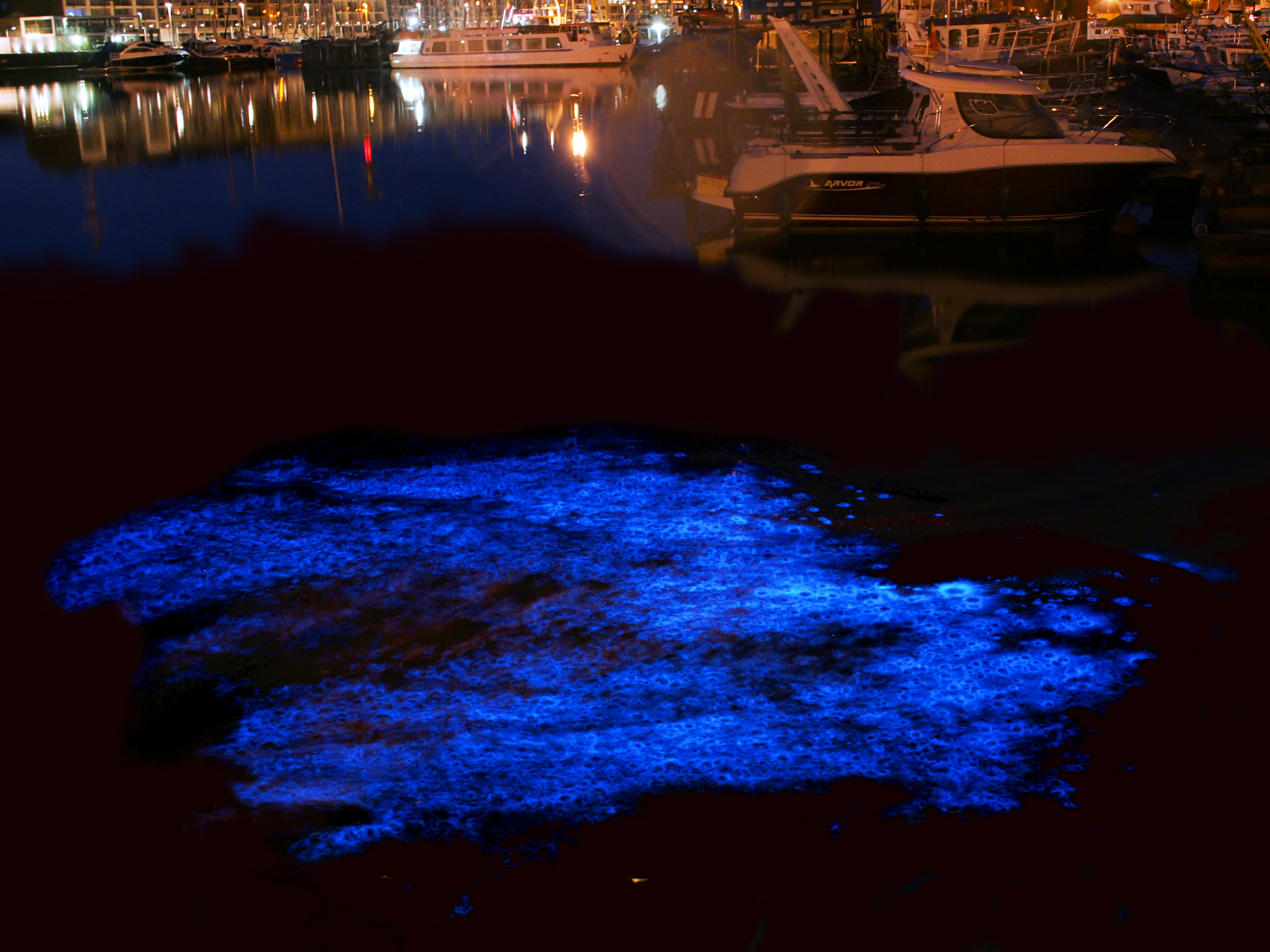
Bioluminescència generada per Noctiluca scintillans al port de Zeebrugge

N. scintillans és un organisme heteròtrof i no biosintètic que menja, per exemple, mitjançant la fagocitosi, plàncton, diatomees, altres dinoflagel·lats, ous de peix i bacteris. Té un simbiont, Pedinomonas noctilucae.

## Distribució
N. scintillans té distribució cosmopolita.

## Mida
És un organisme unicel·lular en forma d'esfera, que fa de 200 a 2.000 µm de diàmetre.